# Мукдойни, Александр
Мукдойни Александр (Капель Александр Исаакович) ( англ. Mukdoni Alexander 14 марта 1878, Ляховичи, Минской губернии — 7 сентября 1958, Нью-Йорк ) — еврейский театральный критик, переводчик, журналист, эссеист.

## Биография
Родился в семье Исаака Капеля и Бесси Федер. Получил традиционное еврейское религиозное образование в хедере и иешиве. Продолжил своё образование в университетах Лозанны, Женевы, Парижа и Берна (получил степень философии в 1909).
Начал свою литературную деятельность с рассказа «Дер юд», который был опубликован в газете «Ха Цефира». В дальнейшем его рассказы были напечатаны в известных периодических изданиях на идише: «Дер вег», «Унзер лебн», «Ди юдише фолк», «Дос ворт» и «Кунст ун лебн».
Первая статья о театре была опубликована в газете «Дер вег» (Варшава). С 1909 поселился в Варшаве. Сотрудничал с газетой «Ди найе велт» ( позднее — с «Дер фрайнд») в качестве театрального обозревателя и критика. В 1913 был одним из редакторов «Лодзер моргенблат». В 1920 организовал и редактировал в Ковно ежедневную газету «Нейс».
С 1923 жил и работал в США. Работал театральным критиком в газете «Морген журнал» (Нью-Йорк). Вместе с М.Элькиным один из редакторов театрального журнала «Теалит» (1923-1924). Один из основателей Музея еврейского театра.